# 陳瓚 (南宋)
陳瓚（1232年—1277年），字瑟玉，興化軍莆田縣（今屬福建省莆田市）人，南宋抗元將領。
陳瓚出身興化軍的玉瑚陳氏家族，家境殷實，為陳文龍從叔。因賈似道當權，他憤怒於政治腐敗、官員貪污，無意出仕，常散發錢米接濟窮人。德祐二年（1276年），元軍攻破臨安，擄宋恭帝、謝太后等宗室而去，張世傑等諸臣立宋端宗在福州即位，更元景炎，以陳文龍知興化軍。元軍破福州，張世傑等人奉宋端宗出奔廣州。陳瓚得知後，傾家財五百萬緡渡海至廣東，支持張世傑抗元。張世傑想要授予他官職，但被他拒絕，之後返回興化。同年，林華、陳淵及通判曹澄孫叛變，引元軍入興化，陳文龍被俘。陳瓚暗中招募義軍伺機抗元。景炎二年（1277年）二月，趁元軍主力回到福州之機發動突襲，殺死林華等人，收復興化軍。宋廷將興化軍升格為興化州，任命他為通判，權守興化。他一面堅守興化，一面派兵增援攻打泉州的張世傑。同年十月，興化城破，他率部巷戰，力竭被俘。元軍主帥唆都欲勸降之，他破口大駡，最後被車裂而死，此後唆都對興化進行了屠城。訃聞，贈兵部侍郎，諡忠武。後來興化百姓在壺公山下為他和陳文龍修建了衣冠冢。
興化城破後，陳瓚之子陳若水被張世傑召為督府架閣，陳文龍的子孫陳八宣、陳汝楫，亦率興化府的民眾及義兵跟隨來到廣東雷州，輔佐南宋朝廷。這些興化民系的移民與當地居民融合，形成了今天的雷州民系。
陳文龍、陳瓚被稱為「興化二忠」，受到興化民系的尊崇。各地建祠造廟，世代供祀。明朝洪武年間，陳瓚被敕封為興化府的城隍，至今仍供奉在興化府城隍廟。每年臘月十五，信眾都會向興化府城隍廟捐錢捐米，之後城隍廟利用這些錢米救濟窮苦百姓，此習俗已延續六百餘年。2010年11月，“陈瓒信仰习俗”被公佈為莆田市第三批非物质文化遗产名录。